# Wang Shiqin
Wang Shiqin (en chino tradicional, 汪士欽; en chino simplificado, 汪士钦; pinyin, Wāng Shìqīn; Ya'an, Sichuan, 24 de junio de 2003) es un futbolista chino que juega en la demarcación de lateral izquierdo para el Zhejiang Professional FC de la Superliga de China.

## Selección nacional
Tras jugar en las categorías inferiores de la selección, finalmente hizo su debut con la selección absoluta de China el 12 de julio de 2025 contra Japón en un partido del Campeonato de Fútbol de Asia Oriental de 2025 que finalizó con un resultado de 2-0 a favor del combinado japonés tras los goles de Henry Heroki Mochizuki y Mao Hosoya.

## Clubes
| Club                       | País  | Año       | Partidos | Goles |
| -------------------------- | ----- | --------- | -------- | ----- |
| Chongqing Tonglianglong FC | China | 2023-2024 | 58       | 1     |
| Zhejiang Professional FC   | China | 2025-     | 17       | 0     |